# Lenguas chinukanas
Las lenguas chinooks (castellanizado como chinuks o chinukanas) son una pequeña familia de lenguas habladas en Oregón y Washington, Estados Unidos, a lo largo del río Columbia, por los nativos de la etnia chinuk. La familia chinuk ha sido clasificada dentro de la macrofamilia de lenguas penutíes o penutias.
El Chinook jargon (esp. 'jerga chinuk'), a veces conocida como tsinúk wáwa o simplemente wáwa, es un pidgin fundamentado en el chinuk, con muchas palabras prestadas de otras lenguas, previamente usadas en el comercio a lo largo de la costa noroccidental de Norteamérica.

## Clasificación

### Clasificación interna
La familia chinukana consta de tres lenguas con múltiples dialectos:
1. Kathlamet (también conocido como kathlamet y cathlamet), actualmente extinto (†). El kathlamet fue hablado en la orilla sureña del bajo río Columbia, al noroeste del Oregón. Ha sido clasificado como un «dialecto del alto chinuk» (o «chinuk medio»), pero no son lenguas mutuamente inteligibles.
2. Chinuk bajo (también conocido como chinook de la costa), tiene 12 hablantes (1996).[2]
  - El clatsop fue hablado en la desembocadura del río Columbia y en las llanuras de Clatsop en el noroeste de Oregón (†). 
  - El shoalwater (chinuk propiamente dicho), actualmente extinto (†). El shoalwater fue hablado en el suroeste de Washington, en la zona de la bahía de Willapa.
3. Chinuk alto (también conocido como kiksht o chinuk de Columbia), tiene 69 hablantes (1990).[3]
  - Cascades, actualmente extinto (†). 
  - Clackamas, también extinto (†). Fue hablado en el noroeste de Oregón, a lo largo de los ríos Clackamas y Sandy.
  - Río Hood, extinta (†).
  - Multnomah (†) hablada en la isla Sauvie y en el área de Portland (Oregón).
  - Wasco-Wishram, todavía hablada, pero en gran peligro de desaparición. 
    - Wasco, con cinco hablantes actualmente.[4]
    - Wishram, con dos hablantes.
    - White Salmon, extinguida (†).

La watlala se habló en el centro norte de Oregón, en el curso del cañón del río Columbia.